# Монахов, Василий Георгиевич
Василий Георгиевич Монахов (1902—1960) — советский военачальник, генерал-майор, доцент, кандидат военных наук.

## Биография
Родился в 1902 году.
В 1921 году поступил на службу в РККА. Участник Гражданской войны
После войны продолжил службу в РККА.
В 1924 году вступил в ВКП(б).
В 1939—1940 гг. участвовал в Советско-финской войне, за боевые отличия награждён орденом Красной Звезды.
Первый начальник военно-автомобильной дороги № 101 — «Дорога жизни».
Начальник Дорожного управления штаба Ленинградского фронта
Генерал майор с 17 января 1944 года.
С сентября 1946 года генерал Монахов — кандидат военных наук, доцент, возглавлял кафедру «Дорожная служба» в Военно-транспортной Академии Советской Армии.
Умер в 1960 году в Ленинграде. Похоронен на Богословском кладбище.

### «Дорога жизни»
Подготовка к организации ледовой дороги через Ладожское озеро началась ещё в октябре 1941 года. Постройка и эксплуатация ледового пути затруднялись не только тем, что трасса находилась в зоне воздействия артиллерии и авиации немцев, но и сложным, недостаточно изученным характером водного режима и особенно ледового покрова озера. Общее руководство постройкой ледяной дороги было возложено на военного инженера 1-го ранга В. Г. Монахова. Как вспоминал потом Монахов: «У всех у нас были очень скудные сведения о Ладожском озере и о его режиме, по существу мы шли вслепую».
Для эксплуатации и охраны дороги и перевалочных баз было создано Управление дороги, подчиненное начальнику тыла фронта генерал-майору Ф. Н. Лагунову. Начальником дороги был назначен начальник автодорожного отдела Управления тыла Ленинградского фронта военный инженер 1-го ранга полковник В. Г. Монахов с оставлением в занимаемой должности. Военным комиссаром дороги через несколько дней стал батальонный комиссар П. С. Глухов (1902—1973).
После Монахова начальником «Дороги жизни» с 7 декабря 1941 г. по 24 мая 1943 года был М. А. Нефёдов (1899—1943).

## Награды
- орден Ленина (1946)
- три ордена Красного Знамени (18.06.1943, 03.11.1944, 1951)
- орден Кутузова II степени (22.06.1944)
- орден Отечественной войны I степени (05.10.1944)
- Орден Красной Звезды (1940)
- Медали в том числе:
  - «XX лет Рабоче-Крестьянской Красной Армии» (1938)
  - «За оборону Ленинграда» (1944)
  - «За Победу над Германией в Великой Отечественной войне 1941—1945 гг.» (1945)

## Память
- В 2003 году на фасаде дома № 4 Манежной площади Санкт-Петербурга Монахову установлена мемориальная доска со следующим текстом:[2]

«В этом доме с 1943 по 1960 год жил один из организаторов Ладожской ледовой трассы „Дорога жизни“ Василий Георгиевич Монахов».

Хотя в распоряжении Администрации Санкт-Петербурга от 04.09.2003 № 2122-ра «ОБ УСТАНОВКЕ МЕМОРИАЛЬНОЙ ДОСКИ В. Г. МОНАХОВУ» указан текст:

«В этом доме с 1943 по 1960 год жил Василий Георгиевич Монахов один из организаторов и первый начальник Ладожской ледовой трассы „Дорога жизни“».